# چشمه آبگرم تدرویه
چشمه آبگرم تدرویه (تودولویه) یا چشمه آب باد تدرویه یکی از نقاط دیدنی استان هرمزگان در جنوب ایران است.
این چشمهٔ آبگرم در مسیر جاده بندرعباس به لار بعد از دوراهی بستک و روستای تدرویه قرار دارد. فاصلهٔ روستای تدرویه تا مظهر چشمه در حدود ۹ کیلومتر است. آب چشمه از شکاف سنگ‌های آهکی مارنی از زمین خارج می‌شود و عامل تشکیل آن زمین‌ساخت صفحه‌ای است.

## نگارخانه

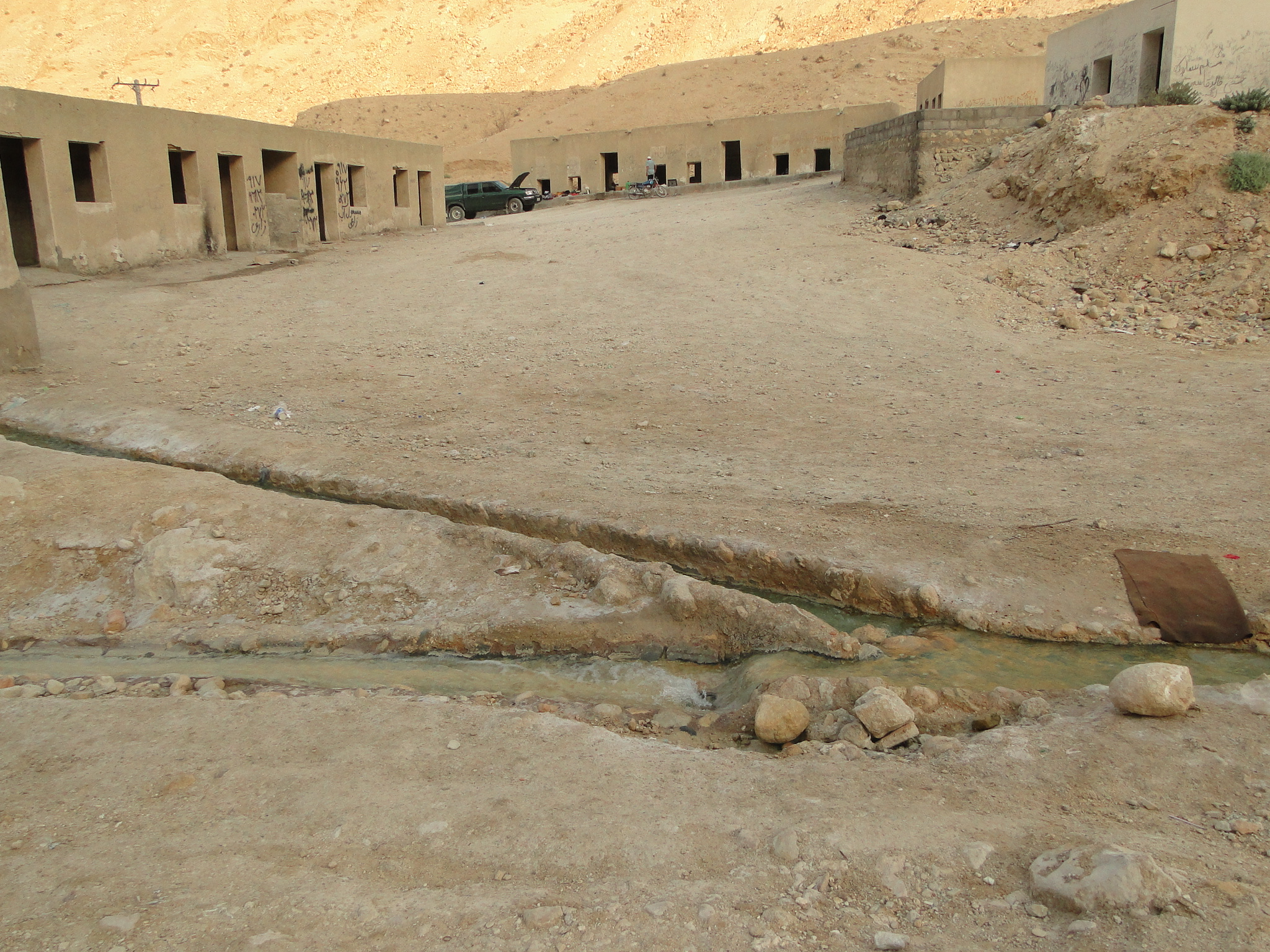
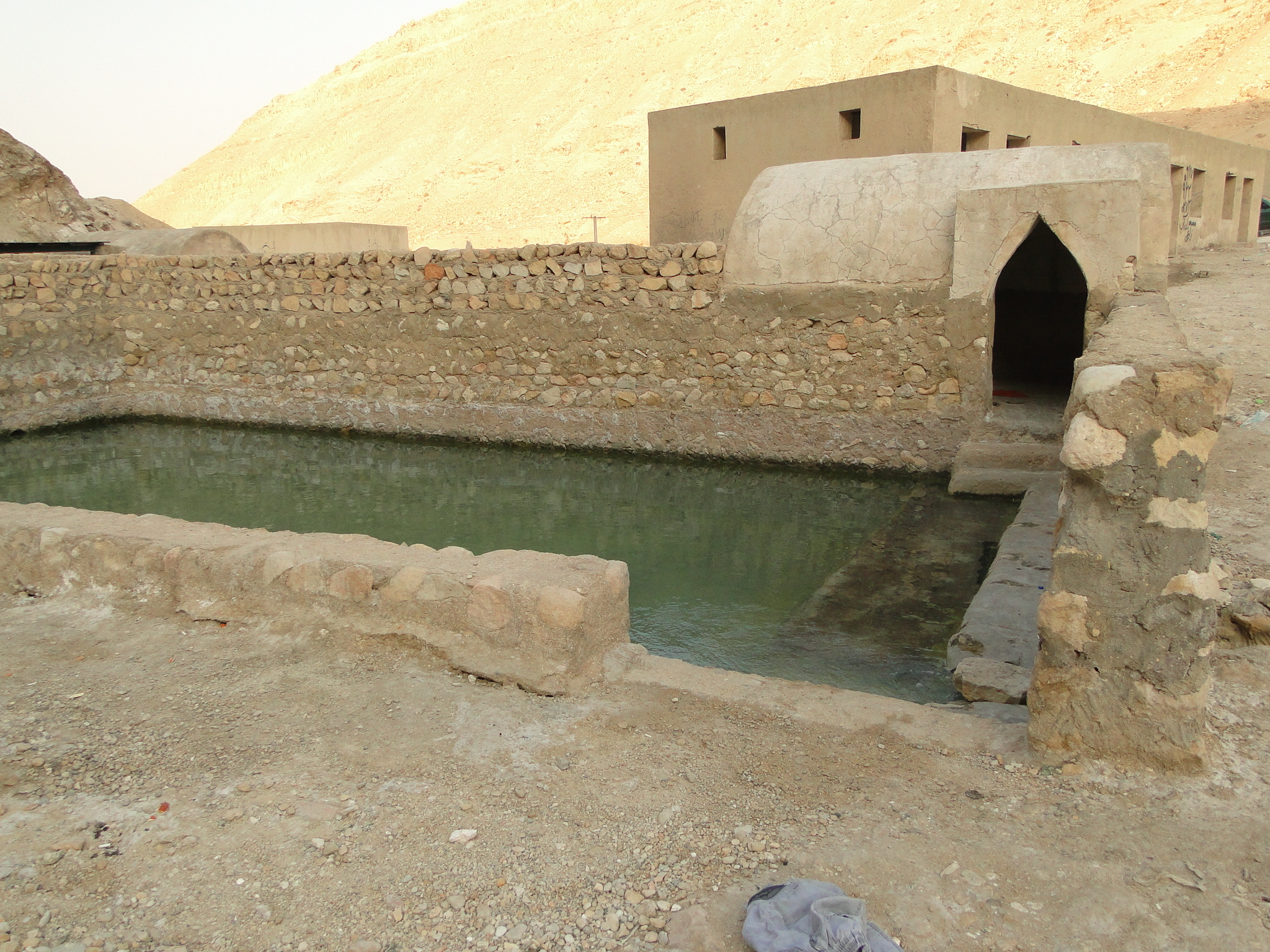
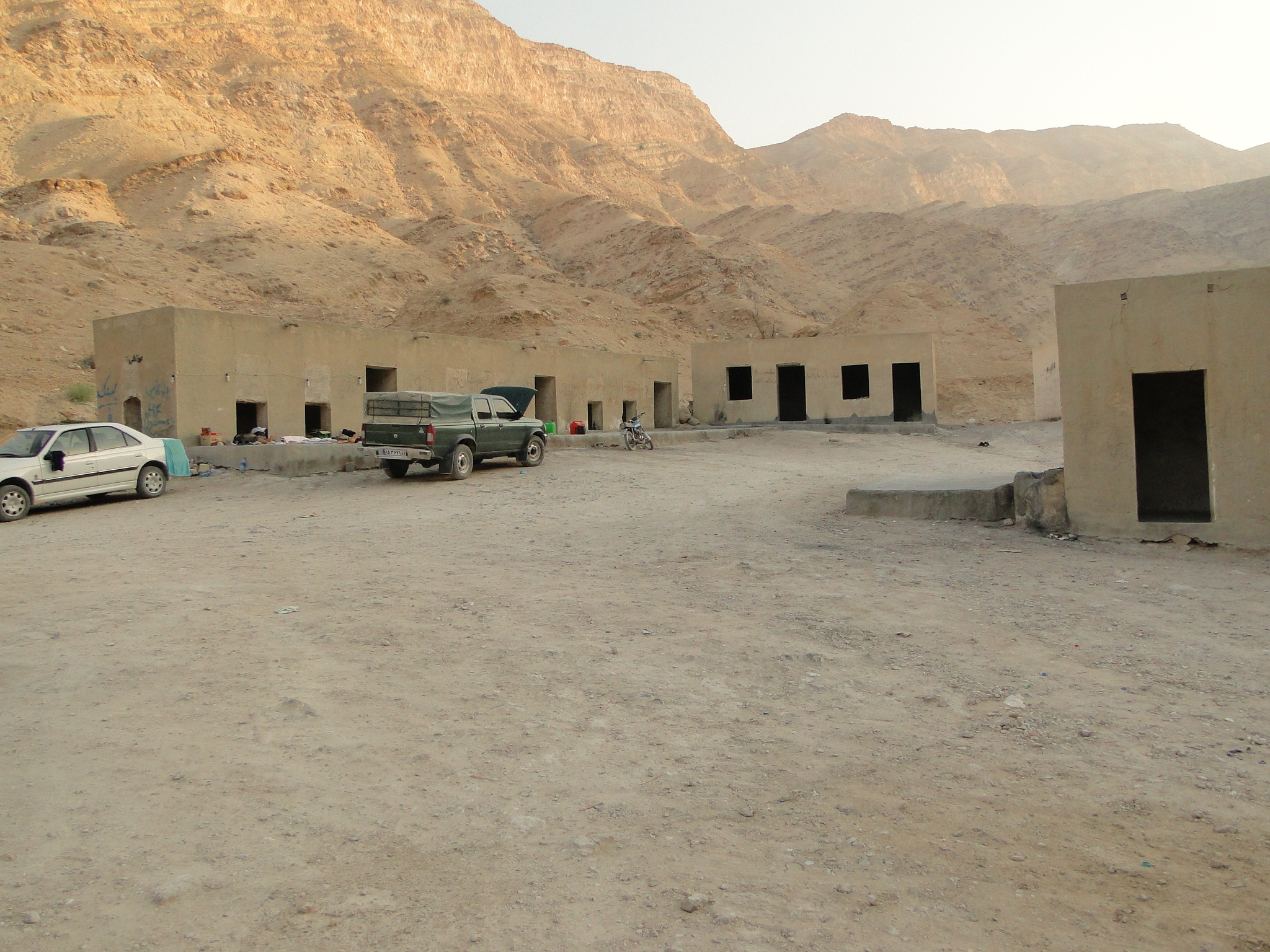
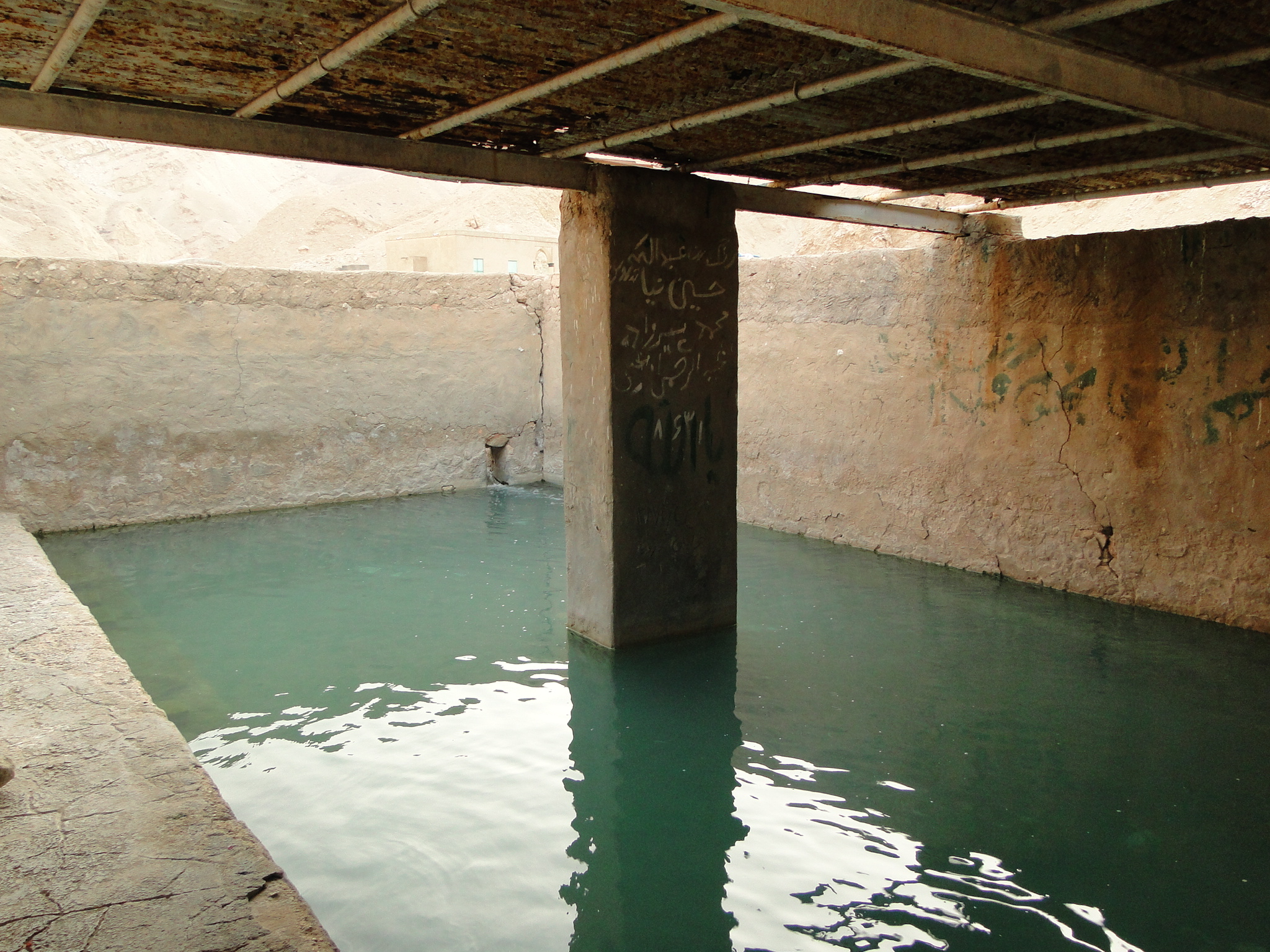